# Diplazium fuliginosum
Diplazium fuliginosum là một loài thực vật có mạch trong họ Woodsiaceae. Loài này được (Hook.) M.G. Price miêu tả khoa học đầu tiên năm 1973.